# 1-Methyl-4-phenylpyridinium
1-Methyl-4-phenylpyridinium (MPP+) ist eine quartäre Ammoniumverbindung aus der Familie der Bipyridin-Herbizide.
Das Neurotoxin MPTP wird im Gehirn durch das Enzym MAO-B zu MPP+ oxidiert. Es verursacht bei Primaten Parkinson durch das Abtöten bestimmter Dopamin-produzierender Neuronen in der Substantia nigra.

## Verwendung
Das Chlorid-Salz von MPP+ wurde als Herbizid unter dem Handelsnamen Cyperquat vertrieben und ist strukturell verwandt mit dem Herbizid Paraquat. In der Europäischen Union und in der Schweiz ist 1-Methyl-4-phenylpyridinium nicht als Pflanzenschutzwirkstoff zugelassen.